# Patrik Gustafsson
Patrik Gustafsson, född 17 augusti 1983 i Nässjö, är en svensk mittfältare i bandy. Hans moderklubb är Nässjö IF, men säsongen 2004/2005 gick han till småländska konkurrenten Vetlanda BK. Inför 2009/2010 års säsong hade han spelat 142 serie- och slutspelsmatcher för klubben och även en match i Sveriges herrlandslag i bandy. Inför säsongen 2011/2012 gick Patrik Gustafsson till Villa Lidköping BK.